# Betsy von Furstenberg
Betsy von Furstenberg, née le 16 août 1931 à Arnsberg et morte le 21 avril 2015 à Manhattan, est une actrice américaine née allemande.

## Filmographie
- 1950 : Femmes sans nom (La munichoise)
- As the World Turns

## Publication
- Mirror, Mirror, roman, 1988.